# David P. Buckson

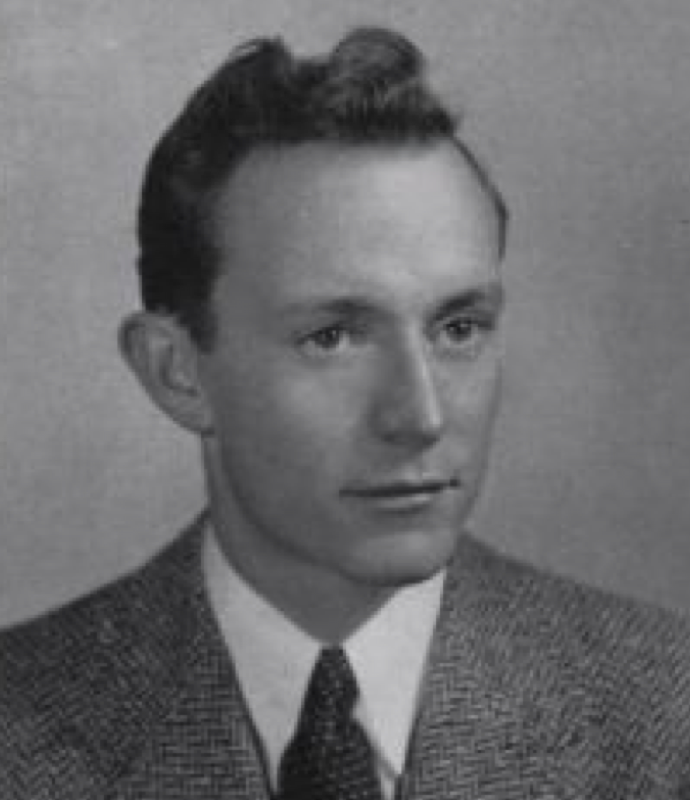
David Buckson (1941)

David Penrose Buckson (* 25. Juli 1920 in Townsend, Delaware; † 17. Januar 2017 in Milford, Delaware) war ein US-amerikanischer Politiker. Er war von 1960 bis 1961 für kurze Zeit Gouverneur des Bundesstaates Delaware.

## Frühe Jahre
David Buckson besuchte bis 1941 die University of Delaware. Während des Zweiten Weltkriegs war er als Major der US-Armee im Südpazifik eingesetzt. Nach seiner Rückkehr setzte er seine Ausbildung mit einem Jurastudium an der Dickinson Law School in Pennsylvania fort. Dort machte er im Jahr 1949 seinen Abschluss.

## Politische Laufbahn
Buckson war Mitglied der Republikanischen Partei. Im Jahr 1956 war er in Delaware Vorstandsmitglied seiner Partei. Zwischen 1956 und 1957 war er Richter an einem Berufungsgericht. 1956 wurde er zum Vizegouverneur seines Staates gewählt. Damit war er bis 1960 Stellvertreter von Gouverneur Cale Boggs. Als dieser nach seiner Wahl in den US-Senat am 30. Dezember 1960 von seinem Amt zurücktrat, musste Buckson dessen restliche Amtszeit beenden. Das waren in diesem Fall genau 19 Tage bis zum 17. Januar 1961. An diesem Tag übergab er das Amt an Elbert N. Carvel. Von 1963 bis 1971 war er Attorney General von Delaware. In den Jahren 1964 und 1968 kandidierte Buckson erfolglos für eine eigene Amtszeit als Gouverneur. 1975 wurde er Richter an einem Familiengericht in Delaware. Mit seiner Frau Patricia Maloney hatte er vier Kinder.